# Arizona 1880
Arizona 1880 est la première histoire de la série Lucky Luke par Morris. Alors que Morris était âgé de 23 ans, elle est publiée pour la première fois fin 1946 dans L'Almanach 1947 du journal Spirou, puis dans l'album Arizona en 1951. L'aventure de Lucky Luke est détaillée en 20 planches.

## Résumé
Deux bandits attaquent une diligence. Lucky Luke se met aussitôt sur leur piste. Dans le saloon de Nugget City, il affronte un dur-à-cuire, Big Belly, qui trichait aux cartes. Le gros homme, vaincu, se sauve en laissant un éperon, prouvant qu'il serait probablement l'un des attaquants de la diligence. Lucky Luke le suit à la trace et parvient à une cabane gardée par une sentinelle d'origine mexicaine. Luke la neutralise facilement puis s'attaque aux deux hommes (dont Big Belly) qui détenaient la recette de la diligence. Le combat est rude mais les deux bandits finissent par le vaincre et le faire prisonnier. Aussitôt après, Cheat, qui semble être le chef, trahit Big Belly et son complice mexicain et fuit après les avoir attachés. Luke parvient à se détacher grâce à Jolly Jumper et se met aussitôt à la poursuite de Cheat qu'il réussit non sans mal à capturer.

## Personnages
- Lucky Luke et Jolly Jumper
- Big Belly : bandit que l'on retrouvera plus tard dans La Mine d'or de Dick Digger. L'un des attaquants de la diligence.
- Mestizo : complice mexicain de Big Belly. On le retrouve également dans La Mine d'or de Dick Digger.
- Cheat : chef de la bande de Big Belly qu'il finit par trahir.
- Tom : lui et son père conduisent la diligence attaquée par Big Belly.